# SPQR

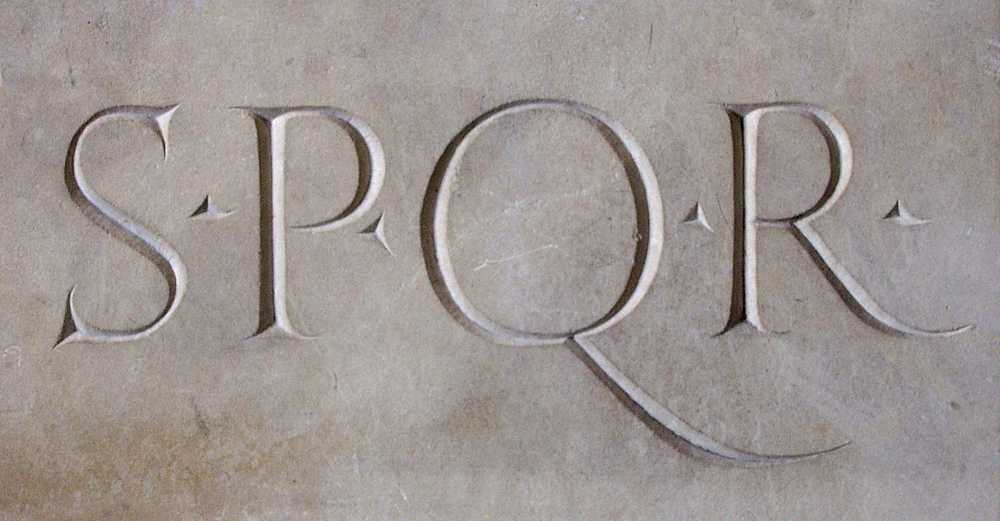

SPQR (acronimo dal latino Senatvs PopvlvsQve Romanvs - il Senato E il Popolo Romano) è insieme una sigla e un simbolo che racchiude in sé le figure che rappresentano il potere dello Stato romano dopo la fine dell'età regia: il Senato e il popolo, cioè le due classi dei patrizi e dei plebei che erano a fondamento dello Stato romano. Un'interpretazione alternativa dell'acronimo, fornita dal dizionario IL - Vocabolario della lingua latina di Castiglioni e Mariotti, è "Senatvs Popvlvsqve Qviritivm Romanvs", cioè: "il Senato e il Popolo Romano dei Quiriti"; il quirite era infatti il cittadino dell'antica Roma che godeva dei pieni diritti civili, politici e anche militari.

## Origine e uso antico
Bernardino Corio, storico umanista, fornisce un'attenta spiegazione del significato della sigla e del blasone che è tutt'oggi lo stemma della città di Roma. Nel suo Le Vite degl'Imperatori Incominciando da Giulio Cesare fino à Federico Barbarossa... racconta che «questa signoria dei Consoli portò col vessillo dell'aquila S.P.Q.R. le quali lettere così dicono: Senatus Populusque Romanus cioè il Senato et Popolo Romano; et queste lettere erano d'oro in campo rosso. L'oro è giallo et appropriato al Sole che dà lume, prudentia et signoria a ciascuno che col suo valore cerca aggrandire. Il rosso è dato da Marte il quale essendo il dio della battaglia, a chi francamente lo segue porge vittoria et maggioranza».
La P è unanimemente considerata la lettera iniziale per Populus, mentre è sempre stato necessario approfondirne il significato in aggiunta a Senatus; Ad una contrapposizione in cui Senatus assume il significato di Patres, e quindi di Patrizi, e Populus come sinonimo di Plebs se ne contrappone una in cui Senatus indica le magistrature statuali, mentre populus comprende sia i patrizi che i plebei.
Gellio così dice:
In realtà diverse versioni sono suggerite circa il corretto significato della sigla, in base alla presunta declinazione della "R", che può essere Romanus (Senatus o Populus), Romani (Senatus e Populus), Romae (di Roma) o Romanorum (dei Romani)

Inoltre la "Q" potrebbe essere stata verosimilmente nei tempi più antichi non l'abbreviazione della congiunzione "que", ma quella del termine Quiritium, cioè Quiriti, come i Romani chiamavano sé stessi nell'accezione di cittadini godenti dei pieni diritti: quindi la sigla andrebbe letta come Senatus Populusque Quiritium Romanorum, in italiano "Il Senato e il Popolo dei Quiriti Romani".
Un'ipotesi minoritaria, senza riscontri oggettivi e archeologici è riportata dall'abate Giuseppe Antonio Guattani nel 1827, che invece, ne fa autori i Sabini, che avrebbero così inteso sottolineare la loro potenza: la sigla starebbe per Sabinis Populis Quis Resistet, in italiano "Chi potrà resistere alle genti sabine?". Vinti i Sabini, i Romani avrebbero poi risposto mettendo in fila le stesse iniziali per affermare solennemente la propria autorità.

## Età medievale
La sigla S.P.Q.R. venne costantemente usata anche dopo quella data che noi moderni abbiamo convenzionalmente assunto, il 476, a indicare la fine del governo di Roma. Per tutto l'alto medioevo, sebbene in declino, Roma continuò a essere la città più popolosa dell'Occidente, e a funzionare, almeno formalmente da capitale del rinnovato impero romano medievale fondato da Carlo Magno. Non meraviglia dunque che nel verso del sigillo di Federico Barbarossa si trovi ancora la scritta: "Roma caput mundi regit orbis frena rotundi" cioè Roma capitale del mondo regge le redini dell'orbe rotondo.
Detto questo non deve nemmeno stupire che nel basso Medioevo, quando Roma si era organizzata in libero Comune di Popolo, si continuasse ad usare la sigla S.P.Q.R., sebbene in un modo che a posteriori definiremmo "filologicamente non corretto". Riprendendo la leggenda degli ancili, il Comune, che teneva a presentarsi come il legittimo successore del potere della Roma antica, propagandava l'interpretazione per cui lo scudo rosso con la sigla S.P.Q.R. dorata, suo simbolo, significasse già dai tempi antichi "Sanato. Popolo. Qumune. Romano.". Con l'aggiunta della croce, ancora oggi compresa nello stemma del Comune di Roma, l'acronimo proveniente dal mondo pagano venne cristianizzato, e divenne comune il suo scioglimento in: "Crux, Salva Populum Quem Redimisti", cioè "O croce, salva il popolo che hai redento!".

## Età moderna e contemporanea
Più tardi, l'abitudine di usare tale acronimo per tutto quello che aveva a che fare con un certo richiamo alla "romanità" ha fatto sì che esso venisse usato anche in periodi posteriori su opere pubbliche (spesso celebrative) o d'arte (spesso propagandistiche). Durante il fascismo non era raro trovarlo su manifesti, soprattutto dopo la Guerra d'Etiopia, o addobbi per manifestazioni di massa e monumenti che volevano evidenziare un collegamento culturale ed ereditario tra lo stato italiano e quello romano.

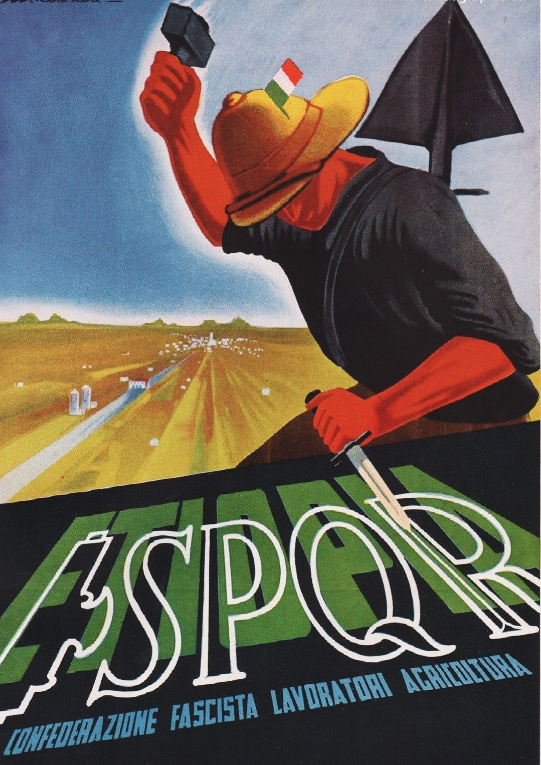
Manifesto di propaganda fascista dove, sulla parola "Etiopia", viene impresso l'acronimo SPQR per un ideale collegamento tra l'imperialismo romano e quello italiano degli anni '30

Nel corso del tempo, l'acronimo è divenuto una sorta di "marchio" utilizzato su ogni arredo urbano del comune di Roma (anche in assenza o sostituzione dello stemma araldico) come fontane, tombini, cartelloni pubblicitari, cassonetti della spazzatura, targhe commemorative e documenti anagrafici. Allo stesso modo, è divenuto un simbolo popolare di appartenenza cittadina e utilizzato, ad esempio, nei tatuaggi.
Dall'aprile del 2017 viene spesso utilizzato sulle maglie di calcio dell'Associazione Sportiva Roma qualora mancasse il main sponsor.

## Altri significati
- Giuseppe Gioachino Belli compose un sonetto romanesco intitolato S.P.Q.R., in cui la sigla viene interpretata come "Soli Preti Qui Rreggneno".
- Il personaggio dei fumetti Obelix, creato da René Goscinny e Albert Uderzo, spesso interpreta umoristicamente la sigla come Sono Pazzi Questi Romani!. Questo motteggio però non è opera degli autori francesi, bensì del traduttore italiano Marcello Marchesi, che pensò di rendere così la frase originale Ils sont fous ces Romains.
- Un'altra storpiatura comica di SPQR è nel film S.P.Q.R. - 2000 e ½ anni fa, in cui Massimo Boldi esclama, inseguito da soldati romani: "Sono Porci Questi Romani!"
- Nel medioevo vengono attribuite alla sigla i seguenti significati:
  - Sapiens Populus Quaerit Romam: "Un popolo saggio ama Roma".
  - Stultus Populus Quaerit Romam: come sopra, ma il popolo diventa "stolto".
  - Senex Populus Quaerit Romam: idem, ma con un "vecchio popolo".
  - Salus Papae Quies Regni: "Salvezza del papa, tranquillità del regno".
  - Sanctus Petrus Quiescit Romae: "San Pietro riposa a Roma".
  - Salve Populus Quintinii Regi: "Salute al popolo di re Quinto".

## Sigle simili

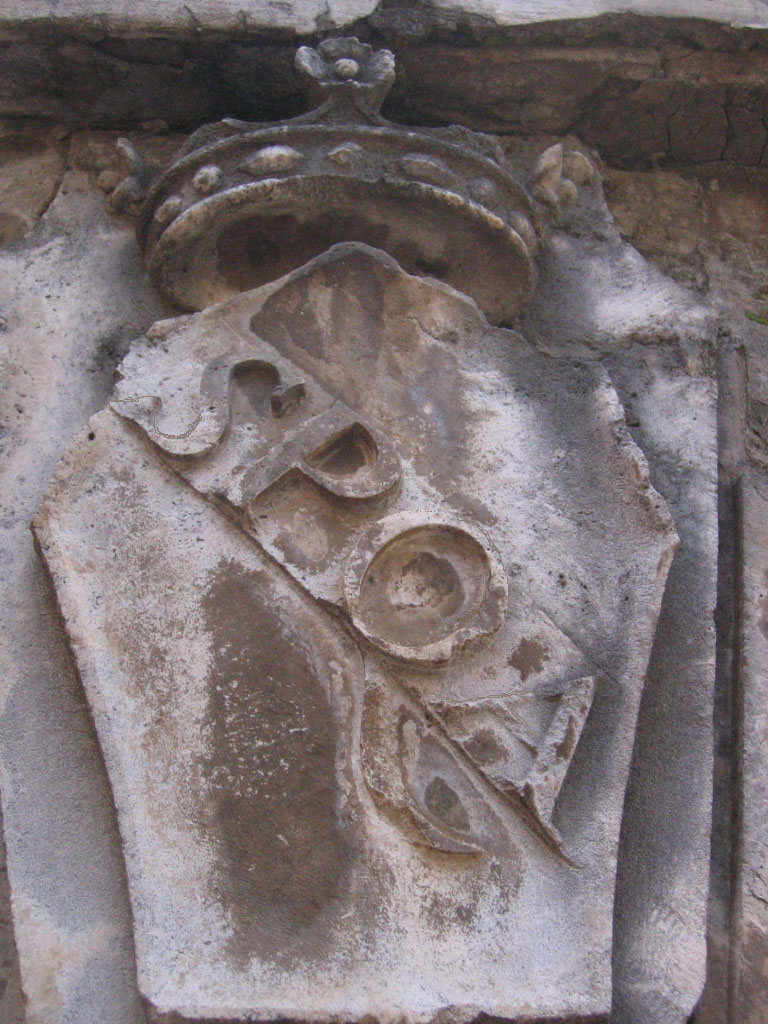
La sigla SPQA ad Alatri

La sigla "SPQ (iniziale della città)" veniva in genere concessa dal regnante in segno di autonomia comunale raggiunta:
- SPQA (Senatus PopulusQue Aeclanensis): Mirabella Eclano, in provincia di Avellino
- SPQA (Senatus PopulusQue Alatrinus): Alatri, in provincia di Frosinone.
- SPQA (Senatus PopulusQue Albanensis): Albano Laziale, nella città metropolitana di Roma Capitale.
- SPQA (Senatus PopulusQue Anagninus): Anagni in provincia di Frosinone.
- SPQA (Senatus PopulusQue Ariminum): Rimini.
- SPQA (Senatus PopulusQue Asculum): Ascoli Piceno capoluogo di provincia nelle Marche.
- SPQA (Senatus PopulusQue Ausculum): Ascoli Satriano, in provincia di Foggia.
- SPQA (Senatus PopulusQue Albanensis): Piana degli Albanesi, nella città metropolitana di Palermo.
- SPQAL (Senatus PopulusQue Albanellensis): Albanella, in provincia di Salerno.

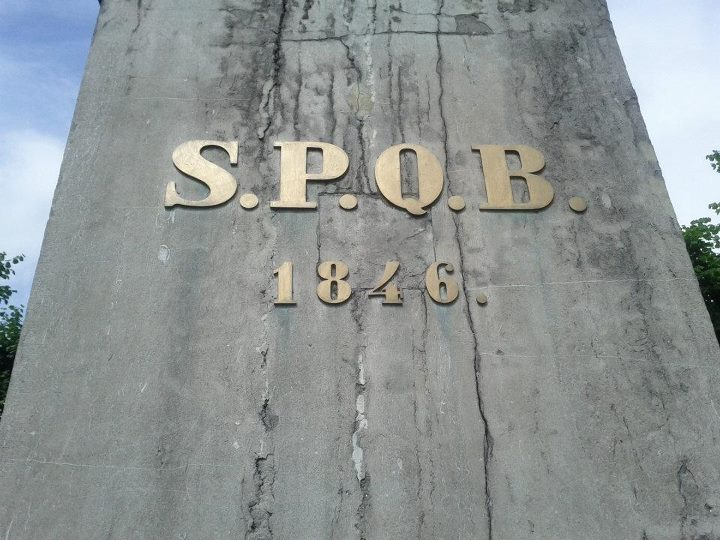
La scritta "SPQB" ai piedi di una statua situata in una piazza di Bruges

- SPQB (Senatus PopulusQue Beneventanus): sigla di Il Senato e il Popolo Beneventano, usata da Benevento.

- SPQB (Senatus PopulusQue Brugensis): da Bruges, in Belgio.[5]
- SPQB, sigla utilizzata da Bruxelles, in Belgio.[6]
- SPQC (Senatus PopulusQue Campanus): sigla di Il Senato e il Popolo Capuano, presente sulla facciata principale del municipio della città di Capua e nel suo stemma.
- SPQC (Senatus PopulusQue Catanensium): utilizzata da Catania. Il titolo venne concesso con lettera osservatoria del viceré Emanuele Filiberto del 16 giugno 1624, in seguito confermato da un rescritto del re Vittorio Amedeo II del 6 gennaio 1714, ed è oggi presente nello stemma della città.[7]
- SPQF (Senatus PopulusQue Falerionis): Falerone, in provincia di Fermo, ricorda la gloria e il passato antico della città romana di Falerio Piceno sorta in età augustea da cui poi trae origine la città attuale.
- SPQF (Senatus PopulusQue Fulginatensis): Foligno, in provincia di Perugia.
- SPQG (Senatvs PopvlvsQve Gazarolensis): Zagarolo, nella Città metropolitana di Roma Capitale
- SPQG (Senatus PopulusQue Genzani): Genzano di Roma, nella Città metropolitana di Roma Capitale
- SPQL (Senatus PopulusQue Labicanus): Monte Compatri, nella città metropolitana di Roma Capitale, ricorda la gloria e il passato antico della città latina pre-romana di Labicum che insisteva nel territorio di Monte Compatri.
- SPQL (Senatus PopulusQue Lilybitanus): Lilibeo (odierna Marsala) in Provincia di Trapani
- SPQL (Senatus PopulusQue Lucerinus): Lucera, in Provincia di Foggia.

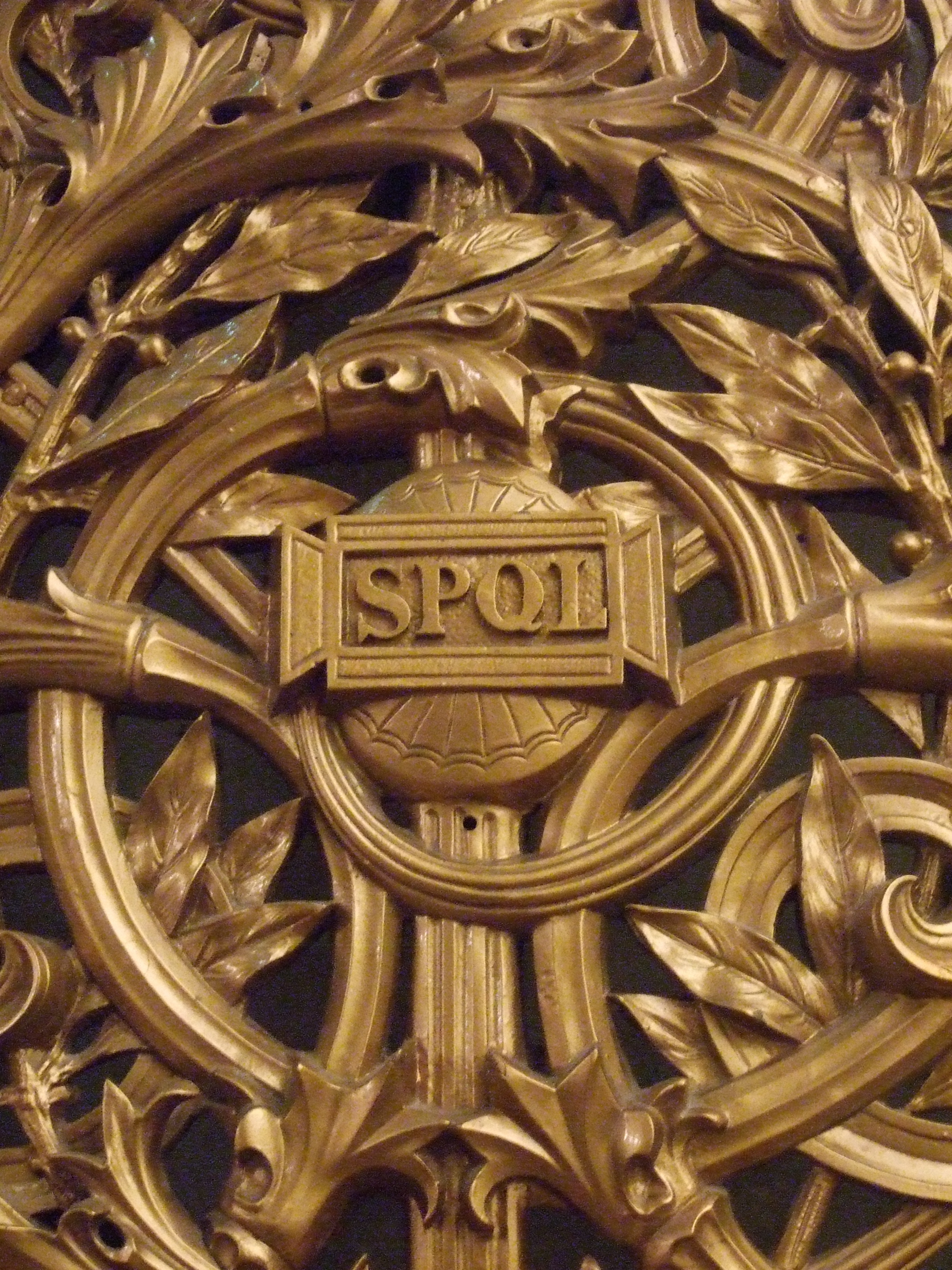
La sigla SPQL in St. George's Hall, Liverpool.

- SPQM (Senatus PopulusQue Mutycensis): Modica.
- SPQM (Senatus PopulusQue Messanensis): Messina.[8]
- SPQM (Senatus PopulusQue Marinensis): Marino, nella città metropolitana di Roma Capitale.
- SPQM (Senatus PopulusQue Melphictensis): Molfetta, nella città metropolitana di Bari.
- SPQN (Senatus PopuluQue Naritanus): Naro, in provincia di Agrigento, la sigla è presente anche sullo stemma della città.

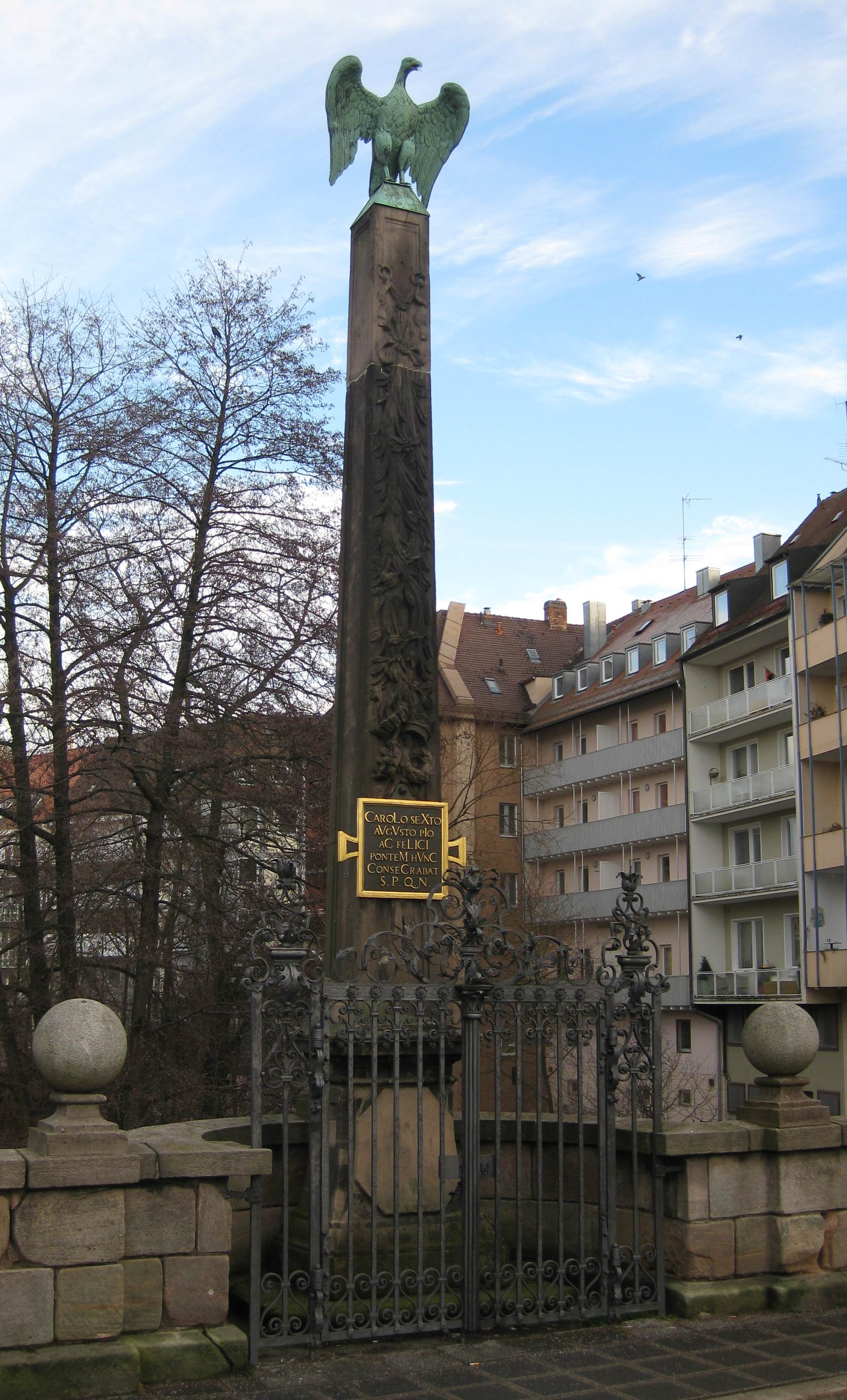
La scritta "SPQN" sul Ponte Carlo, Norimberga.

- SPQN (Senatus PopulusQue Nolanus): Nola, in città metropolitana di Napoli.

- SPQN (Senatus PopulusQue Norimbergensis): da Norimberga, in Germania[9][10]
- SPQO (Senatus PopulusQue Olomuncesis): Olomouc, in Repubblica Ceca.
- SPQP (Senatus PopulusQue Panormitanus): Palermo, come concessione regale, è presente nello stemma della città.
- SPQP (Senatus PopulusQue Pisanus): Pisa, è presente nella sala delle Baleari (sede del Consiglio comunale) sopra il gonfalone e in una targa al centro della Sapienza, sede storica dell'Università.
- SPQR (Senatus PopulusQue Regiensis): sigla di Il Senato e il Popolo Reggiano, presente nello stemma della città di Reggio Emilia.
- SPQR (Senatus PopulusQue Rheginus): sigla di Il Senato e il Popolo Reggino, presente sulla facciata principale di Palazzo San Giorgio, sede del municipio della città di Reggio Calabria.
- SPQS (Senatus PopulusQue Sabinus): sigla presente nello stemma della provincia di Rieti.
- SPQS (Senatus PopulusQue Segninus): Segni, nella città metropolitana di Roma Capitale.
- SPQS (Senatus PopulusQue Senensis): sigla presente sul piedistallo di una Lupa senese all'entrata della Porta di San Lorenzo nella città di Siena.
- SPQS (Senatus PopulusQue Syracusanus): sigla di Il Senato e il Popolo Siracusano, presente nello stemma della città di Siracusa.
- SPQT (Senatus PopolusQue Tegianensis): Teggiano, in provincia di Salerno.
- SPQT (Senatus PopolusQue Terracinae): il Senato e il Popolo di Terracina, simbolo del comune di Terracina, nella provincia di Latina.
- SPQT (Senatus PopolusQue Tusculanus): sigla di Il Senato e il Popolo di Tuscolo, usata come simbolo dal comune di Frascati, nella città metropolitana di Roma Capitale.
- SPQT (Senatus PopolusQue Tibur): Tivoli, nella città metropolitana di Roma Capitale.
- SPQV (Senatus PopulusQue Veliternus): Velletri, nella città metropolitana di Roma Capitale.
- SPQV (Senatus PopulusQue Verolanus): Veroli, in provincia di Frosinone.
- SPQV (Senatus PopulusQue Vibonensis): Vibo Valentia, presente nello stemma della città.
- SPK[11] (Senatus Populusque Kalaritanus): sigla di Il Senato e il Popolo Cagliaritano, usata negli inserti dei dipinti della Sala di Rappresentanza del Palazzo Regio di Cagliari[12].

## Galleria d'immagini

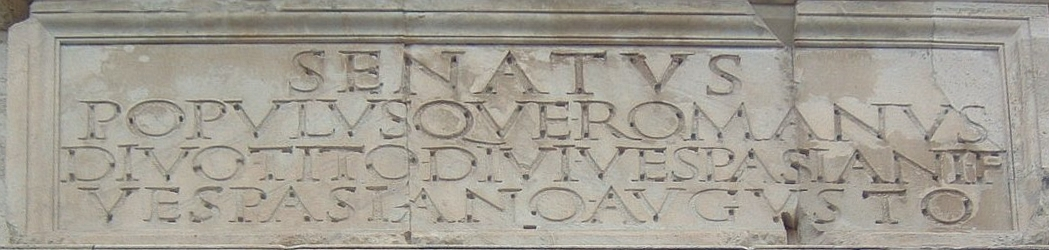
SPQR iscritto sull'Arco di Tito
Lo stemma di Roma.
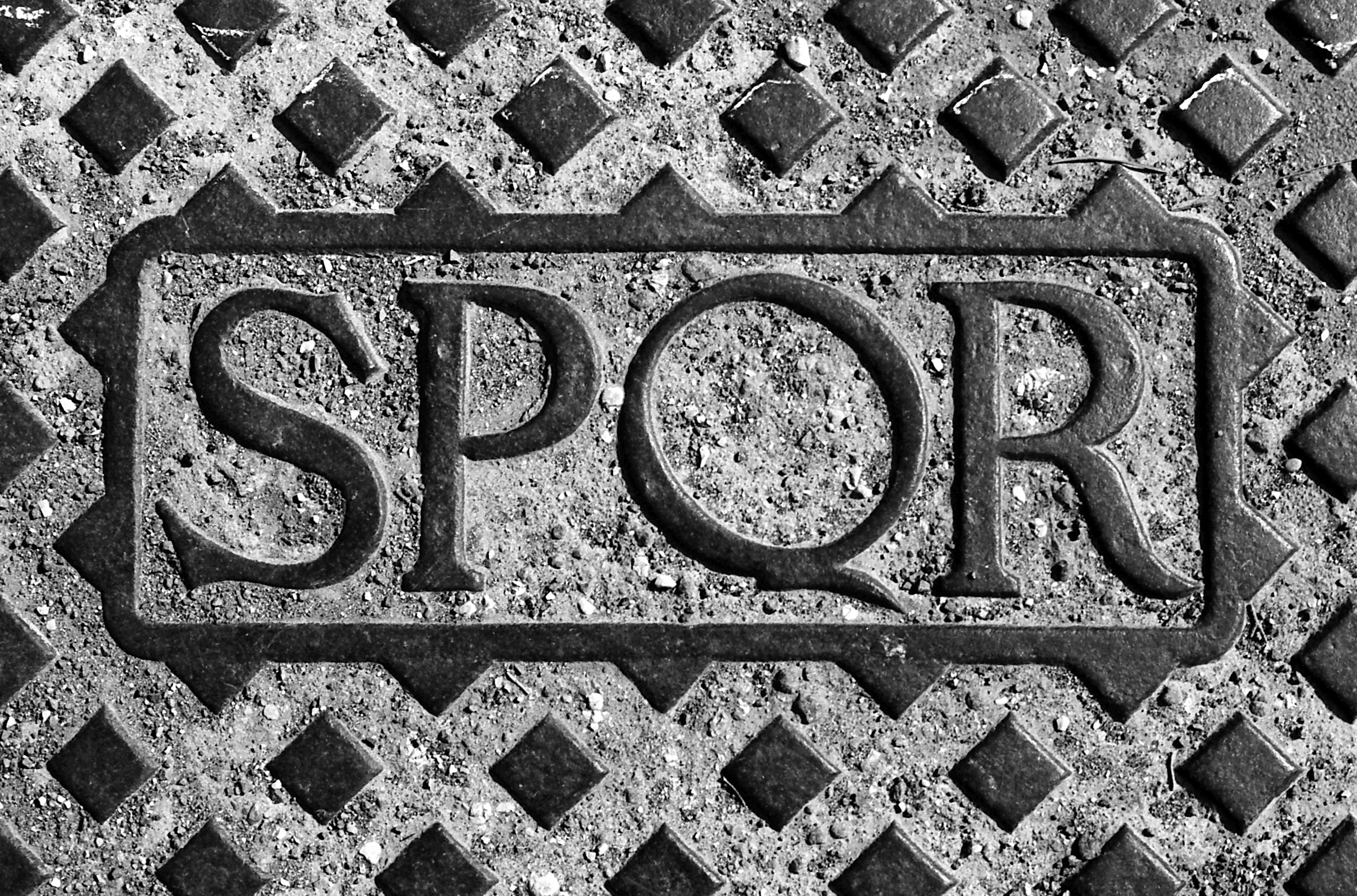
Tombino romano con sopra scritto SPQR.
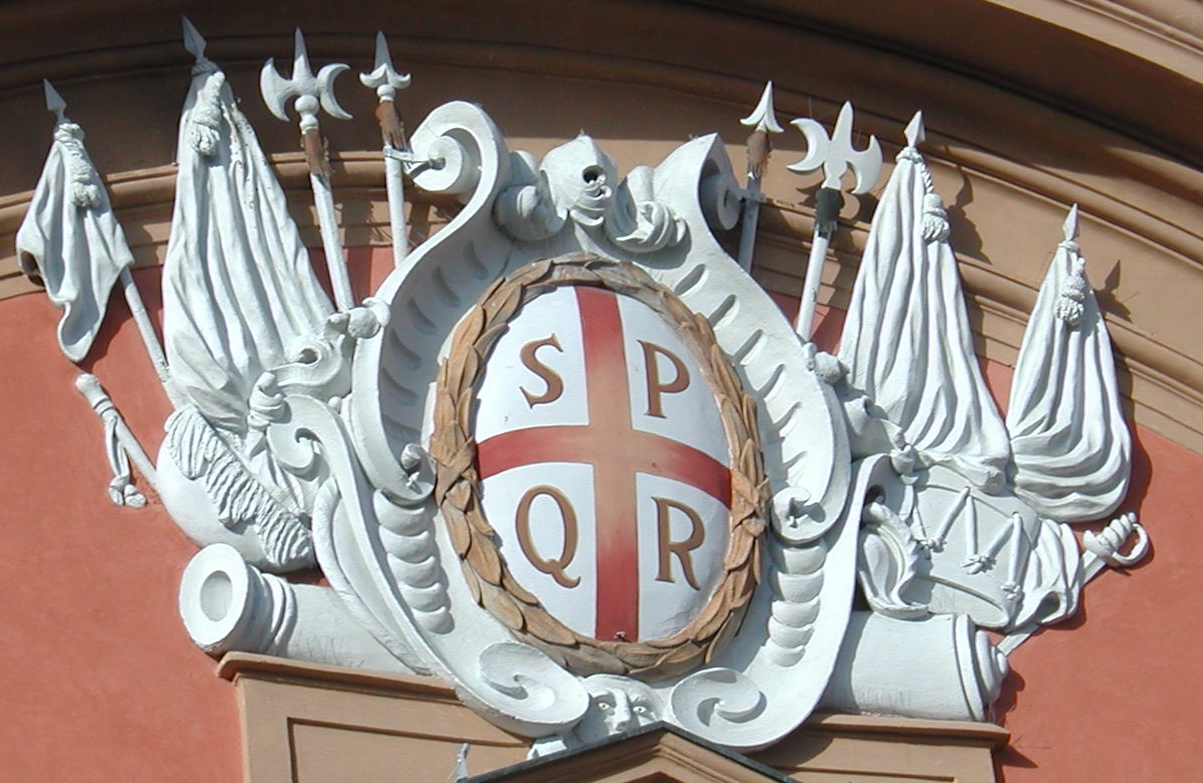
SPQR sullo stemma di Reggio Emilia.
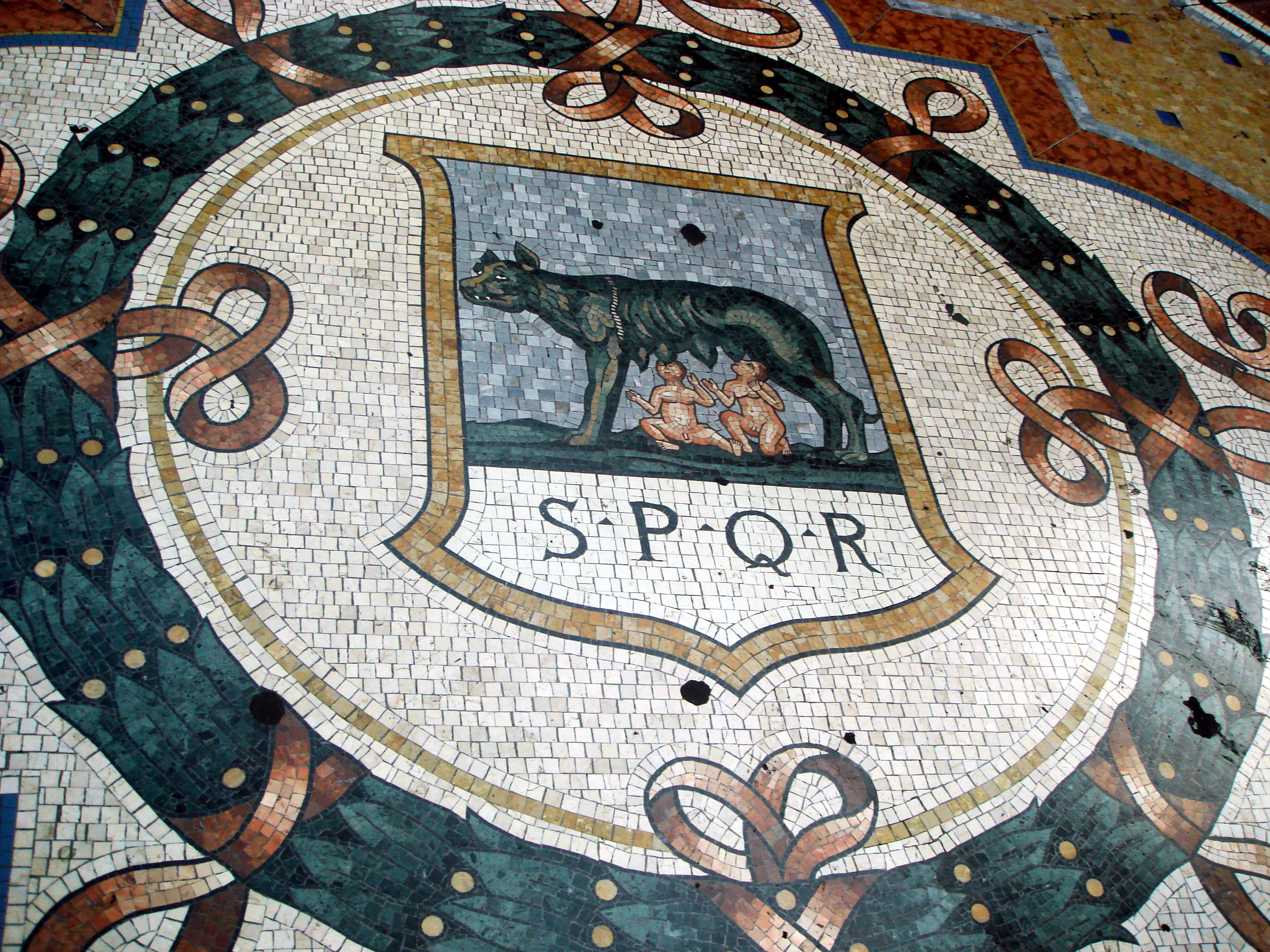
Particolare del pavimento maiolicato della Galleria Vittorio Emanuele II di Milano.
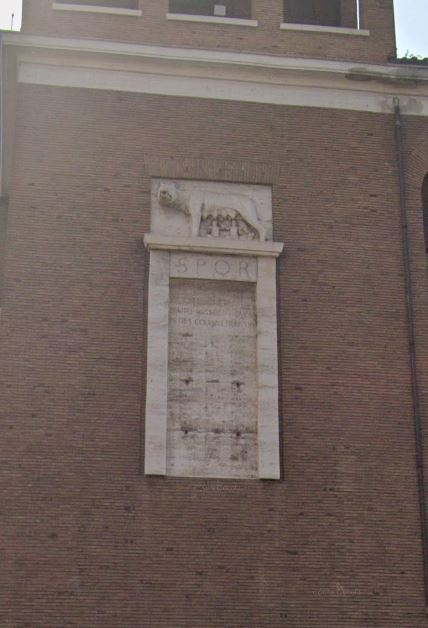
Palazzo del XX secolo decorato con l'acronimo SPQR
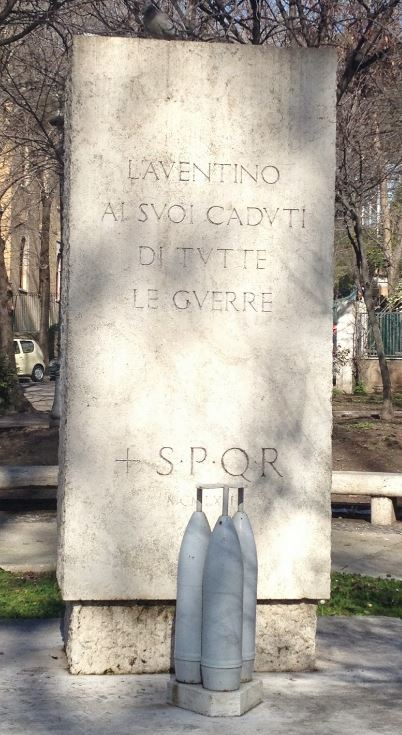
Un monumento di epoca moderna di Roma che utilizza l'acronimo